# Cecilia van Zweden (1807-1844)

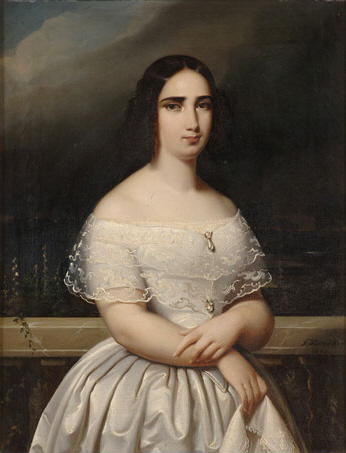
Cecilia van Zweden

Cecilia van Zweden (Stockholms slot, 22 juni 1807 — Oldenburg, 27 januari 1844), was een prinses van Zweden en groothertogin van Oldenburg. 
Cecilia van Sleeswijk-Holstein-Gottorp was de jongste dochter van Gustaaf IV Adolf van Zweden en Frederika van Baden. Zij trad op 5 mei 1831 te Wenen in het huwelijk met groothertog August van Oldenburg. Ter ere van hun huwelijk werd er door keizer Frans I van Oostenrijk een groot feest gehouden aan zijn hof.
Uit het huwelijk van August en Cecilia werden drie kinderen geboren:
- Alexander Frederik Gustaaf (16 juni 1834 - 6 juni 1835)
- Nicolaas Frederik Augustus (15 februari 1836 - 30 april 1837)
- Anton Günther Frederik Elimar (23 januari 1844 - 17 oktober 1895).

Cecilia overleed op 27 januari 1844 aan de gevolgen van de geboorte van haar jongste zoon.